# Max Walter
Max Walter (Bratislava (en hongarès Pózsony, en alemany Pressburg) 11 de febrer de 1896 – 1945) fou un jugador d'escacs eslovac. Va néixer en territori de l'Imperi austrohongarès, però la seva carrera es va desenvolupar principalment després de la I Guerra Mundial, en territori txecoslovac.

## Resultats destacats en competició
Fou segon, rere Endre Steiner, a Piešťany (Pistyan) 1922. El 1923 va guanyar el Campionat d'escacs de Txecoslovàquia a Pardubice. El mateix any fou 14è a Ostrava (Mährisch-Ostrau) (campió: Emanuel Lasker). El 1924 empatà als llocs 6è a 7è al Campionat d'escacs d'Hongria a Györ, (campió: Géza Nagy). El 1925 empatà als llocs 6è a 7è a Bratislava (campió: Richard Réti), i fou segon, rere Réti, a Kolín 1925 (Quadrangular).
El 1926 va guanyar, per sobre de Balázs Sárközy, a Budapest, empatà als llocs 10è-11è a Bardejov (Bartfeld) (campions: Hermanis Matisons i Savielly Tartakower), i empatà als llocs 7è-9è a Trenčianske Teplice (Trentschin-Teplitz) (campions: Boris Kostić i Karl Gilg). El 1927 va obtenir la segona plaça final al Campionat d'escacs de Txecoslovàquia a České Budějovice (el campió fou Karel Opočenský) i fou 5è a Znojmo (campio: Opočensky). El 1928 empatà als llocs 7è-8è a Trenčianske Teplice (campió: Kostić), i fou 10è a Brno (campions: Fritz Sämisch i Réti). El 1930 fou 4t-5è a Liptovský Svätý Ján.
El 1931 fou 3r al Campionat d'escacs de Txecoslovàquia a Praga 1931 (campió: Leo Zobel). El 1932 empatà als llocs 10è-11è a Sliač (Bad Sliac) (campions: Salo Flohr i Milan Vidmar). El 1937 fou 8è a Teplitz-Schönau (campió: Gilg).